# Abdullah của Ả Rập Xê Út
Abdullah bin Abdulaziz Al Saud (tiếng Ả Rập: عبدالله بن عبدالعزيز آل سعود, 'Abd Allāh ibn 'Abd al-'Azīz Āl Sa'ūd, phát âm Najd: [ʢæbˈdɑɫ.ɫɐ ben ˈʢæbdæl ʢæˈziːz ʔæːl sæˈʢuːd]; 1 tháng 8 năm 1924 – 23 tháng 1 năm 2015) là quốc vương của Ả Rập Xê Út từ năm 2005 đến năm 2015. Abdullah là con của vị quốc vương khai quốc Ibn Saud. Ông từng nắm giữ các chức vụ quan trọng trong hầu hết thời gian sau khi trưởng thành. Năm 1961, ông nhận chức vụ đầu tiên là thống đốc của Mecca. Tiếp đó, ông trở thành tư lệnh của Vệ binh Quốc gia Ả Rập Xê Út, và giữ chức vụ này ngay cả sau khi đăng cơ làm quốc vương. Ông cũng được thăng làm thứ trưởng bộ quốc phòng và trở thành thái tử khi Fahd đăng cơ vào năm 1982. Sau khi Quốc vương Fahd bị một cơn đột quỵ nặng vào năm 1995, Abdullad trở thành người cai trị Ả Rập Xê Út trên thực tế.
Trong thời gian cai trị, ông duy trì quan hệ mật thiết với Mỹ và Anh, chi hàng tỉ USD để mua trang thiết bị phòng thủ từ hai đối tác này. Ông duy trì được nguyên trạng bất chấp các làn sóng kháng nghị trong nước vào Mùa xuân Ả Rập. Hai vị thái tử Sultan và Nayef qua đời trước ông, Abdullah sau đó phong bộ trưởng quốc phòng 76 tuổi là Salman bin Abdulaziz Al Saud làm thái tử. Theo nhiều tường thuật, Abdullah kết hôn 30 lần và có hơn 35 con. Tài sản cá nhân của ông ước tính là 18 tỉ USD, nhờ đó trở thành nguyên thủ quốc gia giàu có thứ ba trên thế giới vào năm 2008.

## Thời kỳ đầu
Abdullah được thuật là sinh vào ngày 1 tháng 4 năm 1924 tại Riyadh. Tuy nhiên, một số nguồn cho rằng mốc thời gian này không chính xác, và ông thực ra lớn hơn khoảng tám tuổi. Ông là con trai thứ mười của Quốc vương Abdulaziz. Mẹ ông tên là Fahda bint Asi Al Shuraim, bà xuất thân từ vương triều Rashid, từng là đối thủ trường kỳ của vương triều Saud. Bà là hậu duệ của bộ lạc Shammar hùng mạnh – và là con gái của cựu tù trưởng bộ lạc là Asi Shuraim. Bà mất khi Abdullah được sáu tuổi. He had younger full-sisters.
Madawi Al-Rasheed cho rằng do xuất thân của mẹ ông và việc ông từng bị trở ngại về khả năng nói, nên tiến trình thăng tiến của ông bị trì hoãn so với các con trai khác của Quốc vương Abdulaziz.

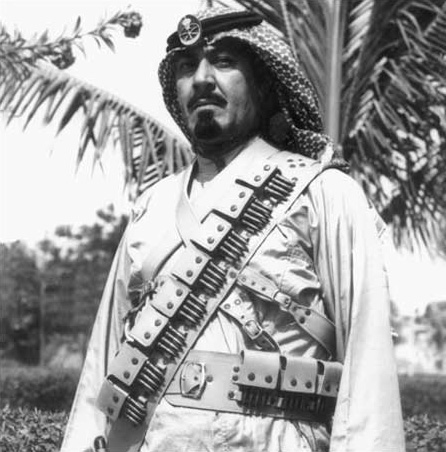
Abdullah khi là tư lệnh của Vệ binh Quốc gia

Năm 1963, Abdullah trở thành tư lệnh của Vệ binh Quốc gia Ả Rập Xê Út (SANG). Chức vụ này cho phép ông củng cố vị trí của mình trong Nhà Saud. SANG từng dựa trên Ikhwan, song đã trở thành một lực lượng quân sự hiện đại dưới quyền chỉ huy của ông. Từ năm 1985, SANG cũng bảo trợ lễ hội Janadiriyah, nhằm thể chế hoá vũ đạo dân gian truyền thống, các cuộc đua lạc đà và di sản bộ lạc.
Quốc vương Khalid bổ nhiệm Abdullah làm phó thủ tướng thứ hai vào tháng 3 năm 1975, phán ánh vị thế của ông là đứng thứ hai trong thứ bậc kế vị. Nói cách khác, Hoàng tử Abdullah trở thành nhân vật đứng thứ ba trong chính quyền Ả Rập Xê Út. Tuy nhiên, việc bổ nhiệm ông gây ra xích mích trong Nhà Saud. Thái tử đương thời là Fahd cùng bảy vị hoàng tử cùng mẹ với ông ta ủng hộ việc bổ nhiệm một trong số họ là Hoàng tử Sultan. Abdullah bị áp lực giao lại quyền kiểm soát SANG để đổi lấy việc được bổ nhiệm làm phó thủ tướng thứ hai. Đến tháng 8 năm 1977, việc này trở thành một đề tài của hàng trăm hoàng tử tại Riyadh. Abdullah không từ bỏ quyền lực tại SANG vì ông lo ngại rằng điều này sẽ làm yếu quyền uy của mình.

## Thái tử và nhiếp chính

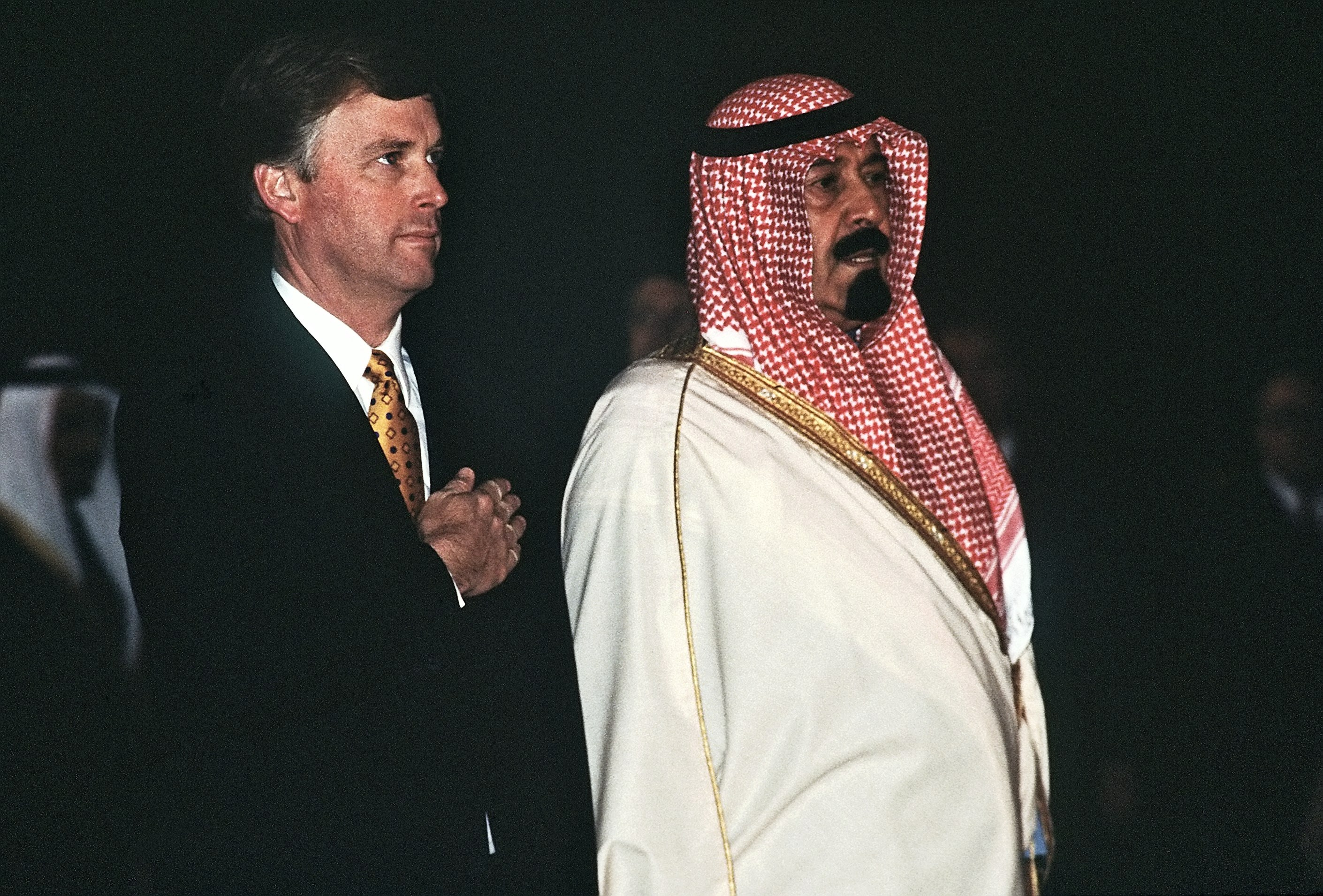
Abdullah cùng Phó Tổng thống Hoa Kỳ Dan Quayle

Đến ngày 13 tháng 6 năm 1982, tức ngày Quốc vương Khalid qua đời, Fahd trở thành quốc vương còn Abdullah trở thành thái tử và vẫn giữ lại chức vụ tư lệnh của Vệ binh Quốc gia. Trong thời gian là thái tử, Abdullah được mô tả là một người ủng hộ hoà giải. Ông nỗ lực nhằm tập hợp một lượng lớn các hoàng tử đứng ngoài lề vốn đã bất mãn trước viễn cảnh việc kế vị được truyền trong các anh em có mẹ thuộc gia tộc Sudairi. Việc ông kiểm soát Vệ binh Quốc gia cũng là một yếu tố chủ chốt giúp ông trở thành thái tử thành công. Đến khi Quốc vương Fahd bị mất năng lực do đột quỵ vào năm 1995, Thái tử Abdullah có vai trò là người nhiếp chính trên thực tế tại Ả Rập Xê Út.
Đến tháng 5 năm 2001, Thái tử Abdullah không chấp nhận lời mời sang thăm Washington do Hoa Kỳ ủng hộ Israel trong cuộc nổi dậy lần thứ nhì của người Palestine. Ông cũng tỏ ra thiết tha hơn so với Quốc vương Fahd trong việc cắt giảm chi tiêu chính phủ và mở cửa Ả Rập Xê Út về mặt kinh tế. Ông thúc đẩy việc đưa Ả Rập Xê Út làm thành viên của Tổ chức Thương mại Thế giới, khiến một số người bất ngờ.
Năm 2002, ông phát triển một Sáng kiến Hoà bình Ả Rập, thường được gọi là "kế hoạch Abdullah", nhằm đạt được một giải pháp đồng thuận về xung đột Ả Rập-Israel. Sáng kiến được thông qua tại hội nghị thượng đỉnh Beirut của Liên đoàn Ả Rập trong tháng 3 năm 2002.
Đến cuối năm 2003, sau khi nhánh al-Qaeda tại Ả Rập Xê Út tiến hành một loạt vụ đánh bom, đe doạ làm mất ổn định quốc gia, Thái tử Abdullah cùng với giới tinh hoa bắt đầu giải quyết các mối lo chính trị. Một trong các động thái như vậy là kế hoạch của ông nhằm thúc đẩy khoan dung hơn với đa dạng tôn giáo và kiềm chế thế lực của chủ nghĩa cực đoan chính trị-tôn giáo trong vương quốc, dẫn đến việc thành lập Đối thoại Quốc gia. Đến mùa hè năm 2003, Abdullah có cống hiến đáng kể đằng sau việc thành một một diễn đàn đối thoại quốc gia, giúp đưa các nhân vật tôn giáo hàng đầu thảo luận với nhau, trong đó có một cuộc họp có sự tham gia của học giả Shia ưu tú Hasan al-Saffar, cũng như một nhóm các giáo sĩ Sunni trước đây từng bày tỏ không ưa người Shia thiểu số.

## Quốc vương
Abdullah trở thành quốc vương khi Fahd mất, ông chính thức đăng cơ vào ngày 2 tháng 8 năm 2005. Chính quyền của Abdullad nỗ lực tiến hành cải cách trên các lĩnh vực khác nhau. Năm 2005, Abdullah thực hiện một chương trình học bổng chính phủ nhằm cử các nam nữ thanh niên Ả Rập Xê Út ra nước ngoài học đại học và sau đại học tại nhiều trường trên khắp thế giới. Theo ước tính, có trên 70.000 thanh niên Ả Rập Xê Út xuất ngoại học tập tại hơn 25 quốc gia, nhất là Hoa Kỳ, Anh và Úc. Chính quyền cũng hợp tác với CDC nhằm thiết lập một hệ thống sàng lọc dịch bệnh tiên tiến để bảo vệ ba triệu người hành hương Hajj vào năm 2010.
Quốc vương Abdullah thi hành nhiều biện pháp cải cách, ông tái tổ chức ban lãnh đạo của bộ giáo dục vào năm 2009 bằng cách đưa người con rể ủng hộ cải cách là Faisal bin Abdullah làm bộ trưởng mới. Ông cũng bổ nhiệm Nora Al Fayez, một cựu giáo viên học tại Mỹ, làm thứ trưởng giáo dục phụ trách về một cục mới dành cho nữ sinh viên.
Ông tiến hành tái cơ cấu từ trên xuống dưới các toà án của quốc gia nhằm thực hiện phúc thẩm các quyết định tư pháp và đào tạo chuyên nghiệp hơn cho các thẩm phán Shari'a, cũng những hạng mục khác. Ông phát triển một cơ quan xúc tiến đầu tư mới để xét lại quá trình khởi nghiệp phức tạp tại Ả Rập Xê Út và lập ra một cơ cấu điều tiết thị trường vốn. Ông cũng thúc đẩy việc xây dựng Đại học Quốc vương Abdullah về Khoa học-Kỹ thuật. Quốc vương Abdullah đầu tư vào giáo dục lực lượng lao động cho các công việc tương lai. Chính phủ cũng khuyến khích phát triển các lĩnh vực phi hydrocarbon, trong đó vương quốc có lợi thế so sánh do có khai mỏ, năng lượng mặt trời, và du lịch tôn giáo. Ngân sách vương quốc năm 2010 phản ánh các ưu tiên này, với khoảng 25% được dành cho giáo dục, và là một gói kích thích kinh tế quan trọng.

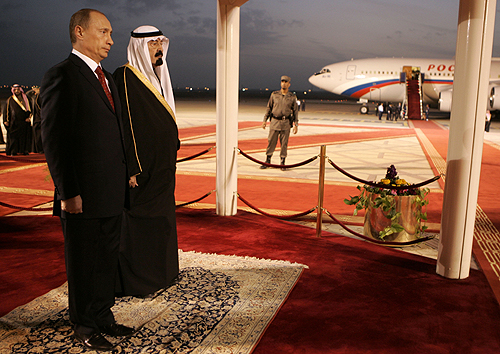
Quốc vương Abdullah cùng Tổng thống Nga Vladimir Putin vào ngày 11 tháng 2 năm 2007.

Nhằm phản ứng trước chủ nghĩa khủng bố trong nước, chính quyền của ông tiến hành một loạt hành động trấn áp, bao gồm tấn công, bắt giữ, tra khảo và hành hình. Ông thề chiến đấu với các hệ tư tưởng khủng bố trong nước. Ông cũng đưa việc bảo vệ cơ sở hạ tầng quan trọng của Ả Rập Xê Út là một ưu tiên an ninh cao nhất. Chiến lược chống chủ nghĩa khủng bố của ông có hai hướng, ông tấn công căn nguyên của chủ nghĩa cực đoan vốn hỗ trợ cho Al-Qaida thông qua các cải cách giáo dục và tư pháp nhằm làm suy yếu ảnh hưởng của các phần tử phản động trong tổ chức tôn giáo.
Trong tháng 10 năm 2010, Quốc vương Abdullah ra sắc lệnh rằng chỉ có các học giả tôn giáo được phê chuẩn chính thức liên kết với Hội đồng Cấp cao Ulema mới được phép ban hành các fatwa. Các sắc lệnh tương tự từ năm 2005 trước đó hiếm khi được thi hành. Các fatwa cá nhân liên quan đến các vấn đề cá nhân được miễn theo sắc lệnh hoàng gia. Sắc lệnh cũng chỉ thị Đại Mufti xác định các học giả đủ tư cách.
Trong bối cảnh Mùa xuân Ả Rập, Abdullah ban bố một chương trình chi tiêu mới trị giá 37 tỉ USD, bao gồm trợ cấp thất nghiệp, trợ cấp giáo dục và nhà ở, xoá nợ và một kênh thể thao mới. Ngoài ra, còn có cam kết chi tiêu tổng cộng 400 tỉ USD đến hết năm 2014 nhằm cải thiện về giáo dục, y tế và cơ sở hạ tầng trong nước. Sau đó, trong bối cảnh các cuộc biểu tình trong nước, vào tháng 9 năm 2011, Quốc vương công bố trao quyền bầu cử cho nữ giới trong cuộc bầu cử hội đồng đô thị năm 2015. Ông cũng phát biểu rằng nữ giới đủ điều kiện để tham gia Hội đồng Tư vấn phi tuyển cử.
Trong tháng 1 năm 2012, Quốc vương Abdullah bãi chức người đứng đầu cơ quan cảnh sát tôn giáo quốc gia, thay thế bằng một giáo sĩ ôn hoà hơn là Abdullatif Abdel Aziz al-Sheikh.

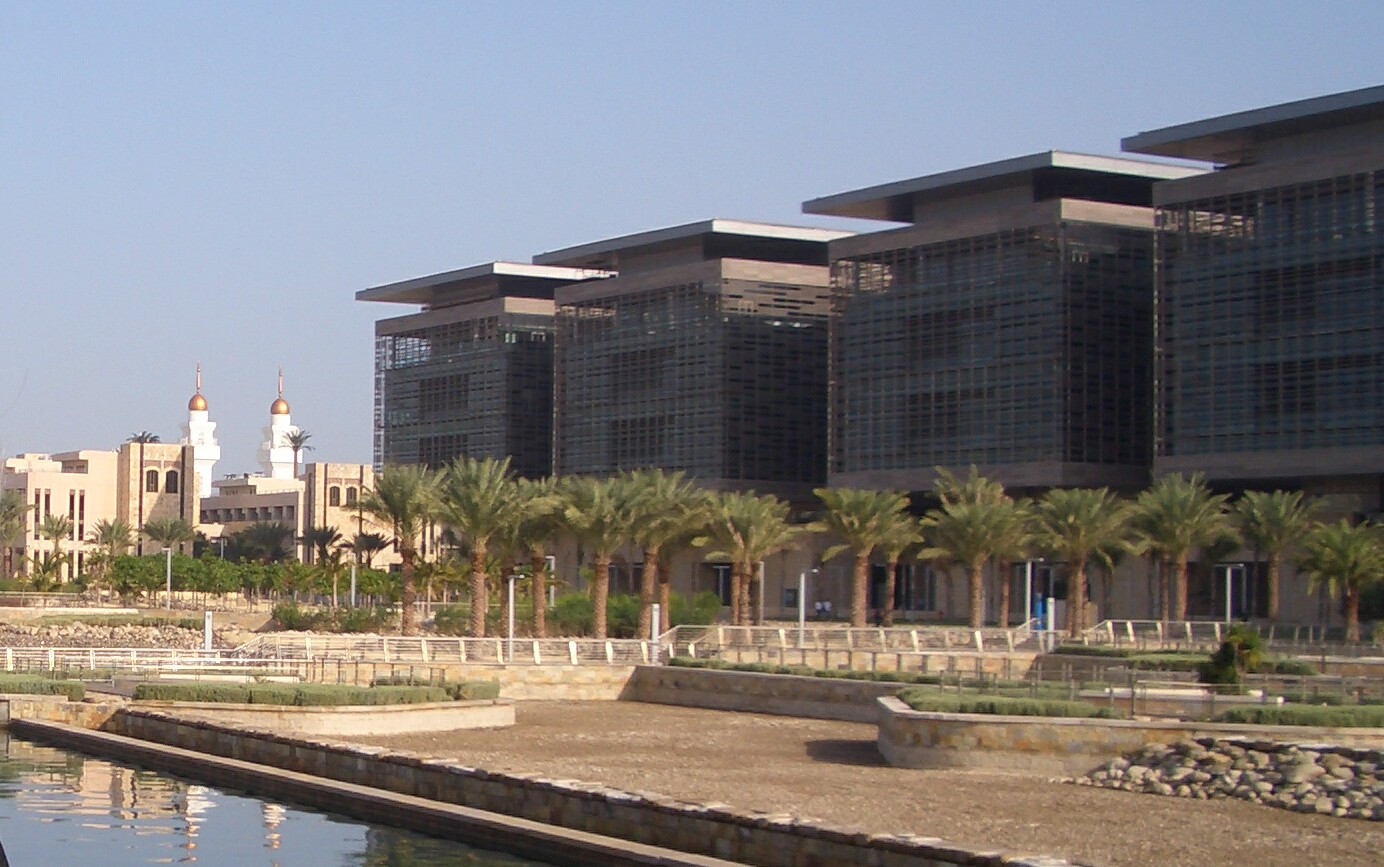
Đại học Quốc vương Abdullah về Khoa học-Kỹ thuật

Vào tháng 7 năm 2012, Ả Rập Xê Út công bố rằng sẽ cho phép các nữ vận động viên tham gia Thế vận hội lần đầu tiên. Việc nữ giới công khai tham gia thế thao gặp phải chống đối mạnh mẽ từ nhiều nhân vật bảo thủ tôn giáo trong nước. Các quan chức Ả Rập Xê Út nói rằng nếu đủ tư cách tham gia thì các vận động viên nữ sẽ mặc trang phục "bảo vệ phẩm giá của họ". Ngày 11 tháng 1 năm 2013, Abdullah bổ nhiệm ba mươi phụ nữ vào Hội đồng Tư vấn và sửa đổi luật có liên quan để yêu cầu rằng có ít nhất 20% trong số 150 thành viên của hội đồng này là phụ nữ.
Trong tháng 8 năm 2013, nội các Ả Rập Xê Út lần đầu tiên thông qua một điều luật quy định bạo lực gia đình là tội hình sự. Luật hình sự hoá việc lạm dụng về tâm lý, tình dục cũng như thể xác.

### Đối ngoại

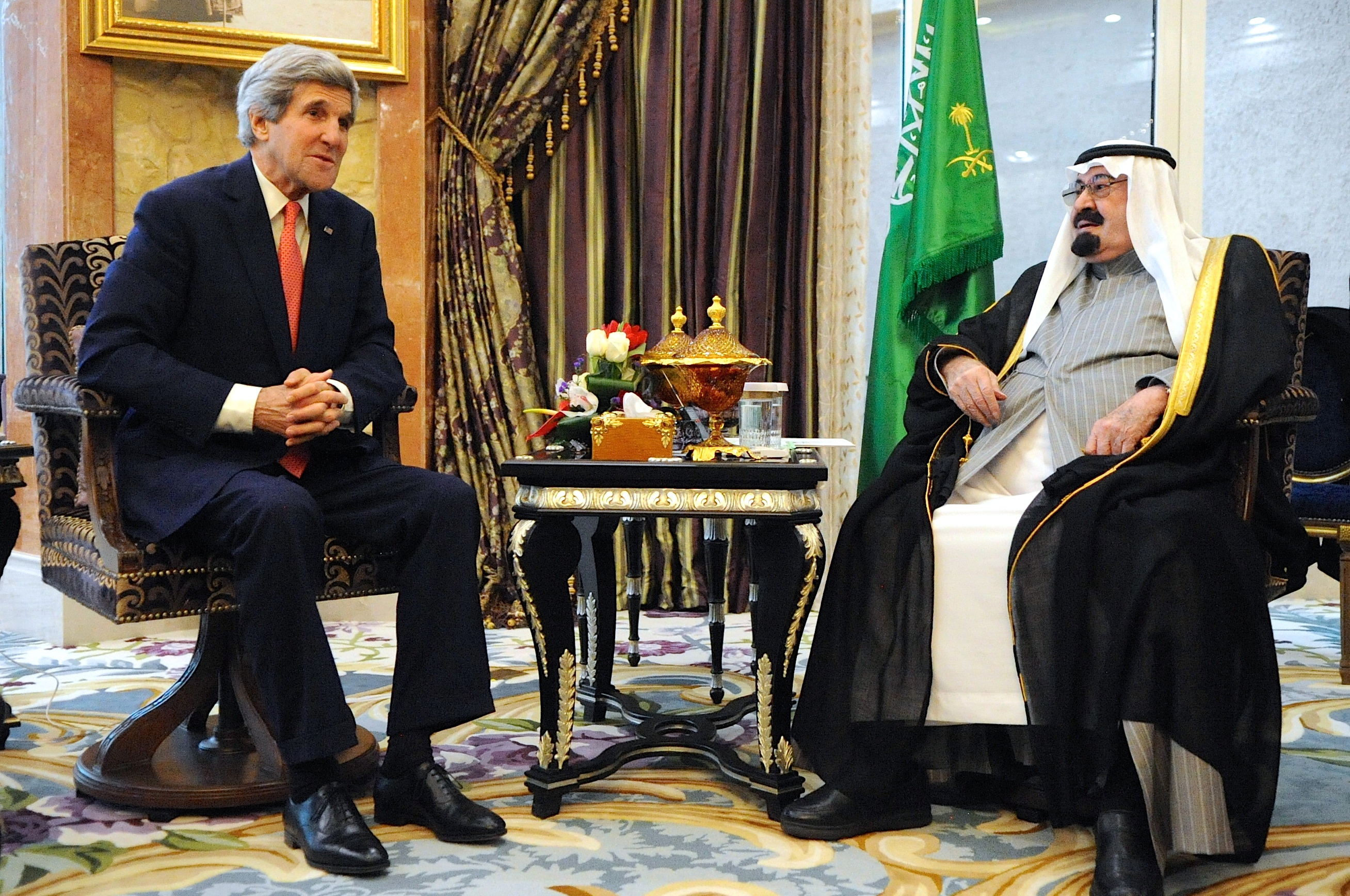
Abdullah họp với Bộ trưởng Ngoại giao Hoa Kỳ John Kerry, 5 tháng 1 năm 2014.

Trong tháng 11 năm 2007, Abdullah sang thăm Giáo hoàng Benedicto XVI tại Điện Tông Tòa, trở thành quân chủ đầu tiên của nước này đến Vatican. Vào tháng 3 năm 2008, ông kêu gọi về đối thoại chân thành giữa tín đồ các tôn giáo.
Trong tháng 6 năm 2008, ông tổ chức một hội nghị tại Mecca nhằm thúc giục các nhà lãnh đạo Hồi giáo nhất trí với các nhà lãnh đạo Do Thái giáo và Cơ Đốc giáo. Ông thảo luận với các học giả Hồi giáo trong và ngoài nước, và được tán thành tổ chức đối thoại liên tôn giáo. Trong cùng tháng, Ả Rập Xê Út và Tây Ban Nha đồng ý tổ chức đối thoại liên tôn giáo tại Tây Ban Nha. Hội nghị lịch sử này cuối cùng diễn ra tại Madrid vào tháng 7 năm 2008. Năm 2011, chính phủ Áo, Tây Ban Nha và Ả Rập Xê Út ký kết một thoả thuận về việc thành lập Trung tâm Quốc tế về Đối thoại liên tôn giáo và liên văn hoá Quốc vương Abdullah bin Abdulaziz tại Wien.
Quốc vương Abdullah kêu gọi lập ra một thị trường chung Ả Rập vào tháng 1 năm 2011. Bộ trưởng Ngoại giao Ả Rập Xê Út Saud bin Faisal nói rằng Liên minh Thuế quan Ả Rập sẽ sẵn sàng vào năm 2015, và đến năm 2017 thì thị trường chung có thể có hiệu lực. Diễn ra các nỗ lực mạnh mẽ nhằm liên kết các quốc gia Ả Rập thông qua một hệ thống đường sắt và lưới điện. Công trình về dự án lưới điện đã được bắt đầu tại một số quốc gia Ả Rập.

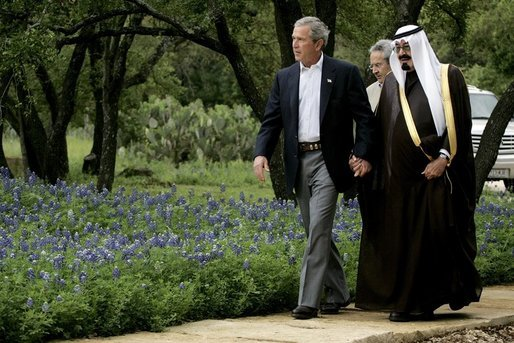
Abdullah thăm Hoa Kỳ trong tháng 4 năm 2005

Quốc vương Abdullah từ lâu đã có tư tưởng thân Mỹ và là một đồng minh thân thiết lâu năm của Hoa Kỳ. Vào tháng 10 năm 1976, ông từng sang Hoa Kỳ để được đào tạo nhằm giữ các trách nhiệm lớn hơn tại Riyadh, ông từng gặp Tổng thống Gerald Ford. Ông đến Hoa Kỳ với thân phận thái tử vào năm 1987, gặp Phó Tổng thống George H. W. Bush. Vào tháng 9 năm 1998, Abdullah thực hiện một chuyến thăm cấp nhà nước sang Hoa Kỳ và gặp Tổng thống Bill Clinton tại Washington. Vào tháng 9 năm 2000, ông tham dự các lễ kỷ niệm thiên niên kỷ tại trụ sở Liên Hợp Quốc tại New York. Vào tháng 4 năm 2002, Abdullah tiến hành chuyến thăm nhà nước đến Hoa Kỳ và gặp Tổng thống George W. Bush, ông trở lại Hoa Kỳ vào năm 2005 và gặp Tổng thống Bush. Vào tháng 4 năm 2009, tại một hội nghị thượng đỉnh của các nhà lãnh đạo thế giới Tổng thống Barack Obama đã gặp Quốc vương Abdullah, và đến tháng 6 năm 2009 ông đón tiếp Tổng thống Obama tại Ả Rập Xê Út. Trong cùng tháng, Tổng thống Obama đón tiếp Quốc vương tại Nhà Trắng. Quốc vương Abdullah thể hiện ủng hộ lớn đối với cương vị tổng thống của Obama, cho rằng việc Obama đắc cử tạo ra "hy vọng lớn" trong thế giới Hồi giáo.
Chính quyền Bush phớt lờ lời khuyên từ ông về việc chống lại cuộc xâm chiếm Iraq. Tuy nhiên, Riyadh cung cấp hỗ trợ quan trọng cho Hoa Kỳ trong cuộc chiến. Quốc vương Abdullah tỏ ra hoàn toàn thiếu tin tưởng Thủ tướng Iraq Nouri Al Maliki và có ít hy vọng về cải thiện quan hệ giữa hai nước chừng nào al-Maliki còn tại vị. Vào tháng 9 năm 2014, sau cuộc bành trướng của Nhà nước Hồi giáo Iraq và Levant (ISIL), ông ra tuyên bố kêu gọi các nhà lãnh đạo và học giả của thế giới Hồi giáo thực hiện bổn nhiệm của họ trước Đấng Toàn năng.

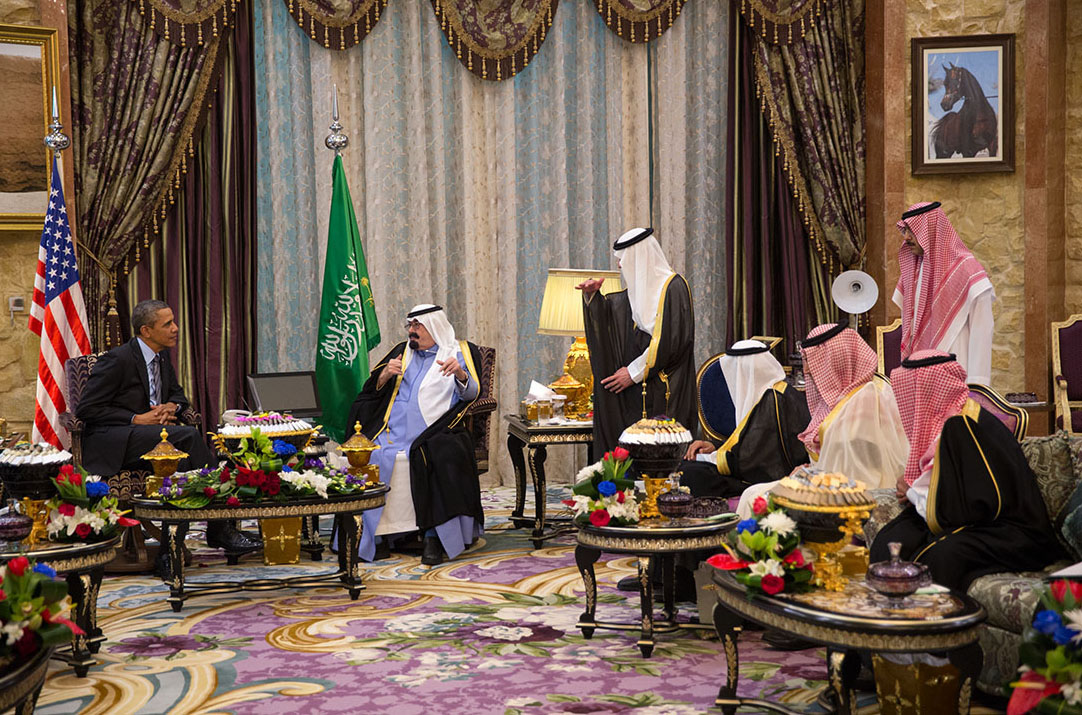
Barack Obama và Quốc vương Abdullah.

Năm 2006, Nhà lãnh đạo tối cao của Iran là Khamenei cử cố vấn Ali Akbar Velayati mang thư đến yêu cầu Quốc vương Abdullah cho phép lập một kênh liên lạc chính thức giữa hai nhà lãnh đạo. Abdullah nói rằng ông đồng ý, và kênh này được lập ra, song chưa từng được sử dụng. Vào tháng 4 năm 2008, theo một điện tín của Hoa Kỳ bị Wikileaks công khai, Quốc vương Abdullah nói với Đại sứ Hoa Kỳ tại Iraq Ryan Crocker, và Tướng quân David Petraeus về "cắt đầu con rắn". Đại sứ nước này tại Washington, Adel al-Jubeir, "nhắc lại lời kêu gọi thường xuyên của Quốc vương về việc Hoa Kỳ tấn công Iran" và chấm dứt chương trình hạt nhân của Iran. Quốc vương Abdullah khẳng định rằng Iran đang nỗ lực lập ra các tổ chức giống như Hezbollah tại các quốc gia châu Phi.
Được Hội đồng Hợp tác vùng Vịnh tán thành, Ả Rập Xê Út cử 1.200 binh sĩ sang Bahrain để bảo vệ các cơ sở hạ tầng công nghiệp, dẫn đến căng thẳng quan hệ với Hoa Kỳ. Các quân nhân này thuộc Lực lượng lá chắn bán đảo, đóng tại Ả Rập Xê Út song không liên kết với riêng quốc gia nào.
Từ khi Quốc vương Abdullah sang thăm Bắc Kinh vào tháng 1 năm 2006, quan hệ Ả Rập Xê Út-Trung Quốc chủ yếu tập trung vào năng lượng và mậu dịch. Ông là nguyên thủ quốc gia đầu tiên của Ả Rập Xê Út sang thăm Trung Quốc từ khi hai quốc gia thiết lập quan hệ ngoại giao vào năm 1990. Trung Quốc nhanh chóng trở thành đối tác nhập khẩu lớn nhất từ Ả Rập Xê Út, và Ả Rập Xê Út cũng cam kết đầu tư đáng kể vào Trung Quốc, trong đó có nhà máy lọc dầu trị giá 8 tỉ USD tại Phúc Kiến. Theo điện tín do WikiLeaks công bố, Quốc vương nói với Trung Quốc rằng sẵn sàng đảm bảo cung cấp dầu để đổi lấy việc Trung Quốc gây áp lực khiến Iran không phát triển vũ khí hạt nhân. Vào cuối tháng 3 năm 2011, Quốc vương Abdullah phái Tổng thư ký Hội đồng An ninh Quốc gia Bandar đến Trung Quốc nhằm giành ủng hộ của nước này cho quan điểm của Ả Rập Xê Út về Mùa xuân Ả Rập. Đổi lại, các hợp đồng vũ khí có lợi được bí mật đề xuất với Trung Quốc. Ngoài ra, Quốc vương Abdullah cho rằng Trung Quốc và Ấn Độ là các thị trường tương lai đối với năng lượng của Ả Rập Xê Út.

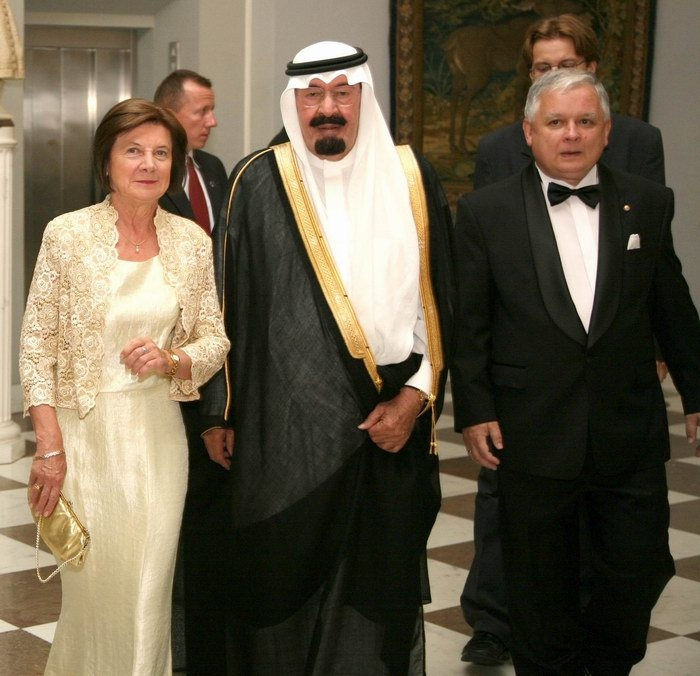
Abdullah cùng Tổng thống Ba Lan Lech Kaczyński.

Đến tháng 9 năm 2009, Quốc vương Abdullah được Tổng thống Pháp Nicolas Sarkozy tiếp đón, họ đạt được nhiều cam kết ngoại giao khác nhau. Đến tháng 1 năm 2011, Ả Rập Xê Út cấp quy chế tị nạn cho nhà lãnh đạo bị trục xuất của Tunisia là Zine El-Abidine Ben Ali. Theo điện tín bị rò rỉ, Quốc vương Abdullah cảm thông với cựu Tổng thống Yemen Saleh nhiều hơn so với Thái tử Sultan.
Quốc vương Abdullah ủng hộ khôi phục quan hệ ngoại giao với chính phủ Syria và Bashar al-Assad. Họ gặp nhau tại Damascus vào ngày 7 tháng 10 năm 2009. Ngoài ra, Assad còn tham dự lễ khánh thành Đại học Quốc vương Abdullah về Khoa học và Công nghệ vào tháng 10 năm 2009. Quan hệ giữa Syria và Ả Rập Xê Út bị xấu đi do hậu quả của Nội chiến Syria. Trong tháng 8 năm 2011, Quốc vương Abdullah triệu hồi đại sứ của mình khỏi Damascus do bất ổn chính trị tại Syria và đóng cửa đại sứ quán.
Vào tháng 12 năm 2011, Quốc vương Abdullah kêu gọi các nhà lãnh đạo của Hội đồng Hợp tác vùng Vịnh củng cố liên minh của họ thành một "thực thể đơn nhất" đoàn kết trong khi đối phó với các mối đe doạ đến an ninh quốc gia.

## Kế vị
Người kế vị của Quốc vương Abdullah lúc đầu là em trai khác mẹ Thái tử Sultan, song vị thái tử ngày qua đời vào ngày 22 tháng 10 năm 2011. Ngôi vị thái tử sau được được chuyển cho em trai ruột của Sultan là Nayef, song người này qua đời vào ngày 16 tháng 6 năm 2002 tại Genève, Thuỵ Sĩ, trong lúc trải qua các xét nghiệm y tế về một bệnh chưa được tiết lộ. Người kế vị thứ ba của ông là vị em trai khác mẹ Salman, người này trở thành thái tử vào ngày 18 tháng 6 năm 2012, và kế vị vào ngày 2015.
Năm 2006, Abdullah lập ra Hội đồng Trung thành, cơ cấu này gồm có các con trai và cháu trai ruột của vị quốc vương khai quốc Ả Rập Xê Út là Abdulaziz. Các thành viên trong hội đồng sẽ bỏ phiếu kín để chọn các quốc vương và thái tử tương lai. Nhiệm vụ của hội đồng chỉ bắt đầu sau khi cả Quốc vương Abdullah và Hoàng tử Sultan kết thúc nhiệm kỳ. Tình thế không rõ ràng khi Hoàng tử Sultan mất trước khi kết thúc thời kỳ trị vì của Abdullah, đặt câu hỏi về việc hội đồng có bỏ phiếu bầu thái tử mới hay không, hay là Hoàng tử Nayef sẽ tự động được lấp chỗ trống. Dù vậy, Hoàng tử Nayef trở thành thái tử vào ngày 27 tháng 10 năm 2011 sau khi Quốc vương tham vấn Hội đồng Trung thành.
Vào tháng 11 năm 2010, Hoàng tử Nayef chủ trì một cuộc họp nội các do sức khoẻ của Quốc vương kém đi. Trong cùng tháng, Quốc vương Abdullah chuyển giao nhiệm vụ tư lệnh Vệ binh Quốc gia cho con trai ông là Hoàng tử Mutaib. Quốc vương Abdullah được cho là gây dựng nên một đơn vị phần lớn mang tính nghi lễ này thành một đội quân hùng mạnh hiện đaị với 260.000 người, làm đối trọng với lục quân. Vệ binh Quốc gia là căn cứ quyền lực của Quốc vương Abdullah và có trách nhiệm bảo vệ hoàng gia. Điều này được cho là một dấu hiệu rõ ràng cho thấy quốc vương bắt đầu giảm thiểu một số nhiệm vụ của mình.

### Qua đời
Quốc vương đã cắt giảm hoạt động từ tháng 6 năm 2010 dù không có giải thích rõ ràng. Các nhà ngoại giao cho biết có sự không chắc chắn về mức độ vấn đề sức khoẻ của ông từ khi Abdullah hoãn một chuyến thăm Pháp. Trong một lần xuất hiện trên truyền hình, ông phải dùng đến gậy và nói rằng có sức khoẻ tốt song có một số thứ khiến ông "phiền muộn". Trong một chuyến thăm của các nhà ngoại giao Hoa Kỳ đến Ả Rập Xê Út vào tháng 4 năm 2014, Quốc vương Abdullah được nhìn thấy là dùng ống thở trong lúc nói chuyện.
Từ năm 2010 đến năm 2012, Quốc vương Abdullah có bốn cuộc phẫu thuật lưng. Hai cuộc phẫu thuật đầu tiên diễn ra tại New York, một vào năm 2010 vì thoát vị đĩa đệm và một cục máu đông ép vào dây thần kinh trên lưng, và lần thứ hai là để ổn định đốt sống vào năm 2011. Cuộc phẫu thuật thứ ba diễn ra tại Riyadh vào năm 2011. Và cuộc phẫu thuật thứ tư diễn ra tại Riyadh vào ngày 17 tháng 11 năm 2012.
Trong tháng 11 năm 2010, các vấn đề về lưng của ông được công khai trên truyền thông. Ông bị "tụ máu" quanh tuỷ sống. Ông bị thoát vị đĩa đệm và được các bác sĩ khuyến cáo nghỉ ngơi. Nhằm duy trì tính ổn định của quốc gia, Thái tử Sultan từ Maroc về nước khi Quốc vương vắng mặt. Quốc vương nhập viện tại Bệnh viện New York-Presbyterian sau khi một cục máu đông làm phức tạp thêm căn bệnh thoát vị đĩa đệm, và trải qua ca phẫu thuật lưng thành công. Sau đó ông lại trải qua một cuộc phẫu thuật thành công khác nhằm "ổn định một số đốt sống". Ông xuất viện vào ngày 22 tháng 12 năm 2010 và dưỡng bệnh tại The Plaza tại New York. Vào ngày 22 tháng 1 năm 2011, ông rời Hoa Kỳ và sang Maroc, rồi về nước vào ngày 23 tháng 2 năm 2011.
Quốc vương Abdullah xuất cảnh để "nghỉ phép đặc biệt" vào ngày 27 tháng 8 năm 2012. Báo Al-Quds tường thuật rằng ông trải qua một ca phẫu thuật tại Bệnh viện Mount Sinai, New York, trong hoặc trước ngày 4 tháng 9 năm 2012, sau một cơn đau tim. Tuy nhiên, không có tường thuật chính thức về cuộc phẫu thuật giả thuyết này – thay vào đó họ công bố rằng Quốc vương tiến thành một chuyến đi riêng tư sang Maroc, vốn là nơi quen thuộc với ông. Quốc vương về nước từ Maroc vào ngày 24 tháng 9. Gần hai tháng sau, vào tháng 11 năm 2012, Quốc vương Abdullah trải qua một ca phẫu thuật lưng khác tại Riyadh và xuất viện vào ngày 13 tháng 12 năm 2012. Một tường thuật vào tháng 4 năm 2014 nói rằng cuộc sống Quốc vượng còn khoảng sáu tháng nữa, dẫn theo một chẩn đoán về thời hạn cuối của bệnh ung thư phổi. Ngày 2 tháng 1 năm 2015, Abdullah nhập viện tại Riyadh vì bệnh viêm phổi và mất vào ngày 23 tháng 1 ở tuổi 90. Theo truyền thống Hồi giáo, tang lễ của ông được tổ chức trong cùng ngày, một buổi lễ công cộng tại Đại Thánh đường của Riyadh trước khi an táng tại một ngôi mộ vô danh trong nghĩa trang Al Oud. Chính quyền tuyên bố ba ngày quốc tang, treo rủ quốc kỳ.

## Cuộc sống cá nhân

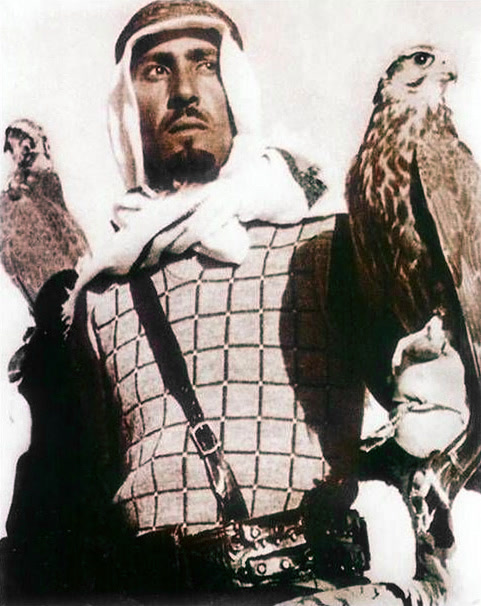
Quốc vương Abdullah và một con chim ưng khi ông còn trẻ

Quốc vương Abdullah theo con đường hôn nhân của cha mình khi kết hôn với con gái của al Shalan của Anizah, al Fayz của Bani Sakhr, và al Jarbah của nhánh Iraq thuộc bộ lạc Shammar. Quốc vương Abdullah có khoảng 30 vợ, và có khoảng 35 con. Một người vợ của ông là chị em gái của vợ Rifaat al-Assad. Ông kết hôn với Jawahir bint Ali Hussein thuộc gia tộc Al Jiluwi, cùng bà sinh ra Công chúa Anoud và Hoàng tử Saud. Aida Fustuq là một người vợ khác của Abdullah, họ có với nhau hai con là Adila và Abdulaziz. They divorced later. Munira bint Abdullah Al Al Shaykh là vợ của Abdullah, bà sinh được Hoàng tử Khaled. Tathi bint Mishan al Faisal Al Jarba sinh cho ông Hoàng tử Mishaal.
Con trai cả của Abdullah là Hoàng tử Khaled, người này là phó tư lệnh Vệ binh Quốc gia phía Tây cho đến năm 1992. Con trai thứ hai của ông là Hoàng tử Mutaib, từng là tư lệnh và bộ trưởng của Vệ binh Quốc gia, có mẹ là Munira Al Otaishan. Hoàng tử Mishaal từng là thống đốc của vùng Makkah (2013–2015). Hoàng tử Abdulaziz là cựu cố vấn về Syria của ông và từng là thứ trưởng ngoại giao từ năm 2011. Hoàng tử Faisal là người đứng đầu Hội Trăng lưỡi liềm đỏ Ả Rập Xê Út. Con trai thứ bảy của Abdullah là Hoàng tử Turki từng là một phi công của Không quân Hoàng gia Ả Rập Xê Út, từng là thống đốc của vùng Riyadh (2014–2015). Người con trai út là Hoàng tử Badr, sinh năm 2003 tức khi Abdullah đã khoảng 79 tuổi. Vào tháng 10 năm 2015, con trai ông là Hoàng tử Majed bin Abdullah bin Abdulaziz Al Saud bị bắt giữ tại Los Angeles do sử dụng cocaine, say rượu, đe doạ nữ nhân viên, và có quan hệ tình dục đồng tính với một nam nhân viên.
Một người con gái của Abdullah là Công chúa Adila kết hôn với Faisal bin Abdullah. Bà là một trong số ít công chúa của hoàng tộc Saud có vai trò bán công khai, và nổi tiếng vì tán thành cho phép nữ giới lái xe. Bà còn được gọi là "bộ mặt công chúng của cha". Một người con gái khác của Abdullah là Công chúa Sahab, cô sinh năm 1993. Sahab bint Abdullah kết hôn với Khalid bin Hamad Al Khalifa, con trai của Quốc vương Bahrain Hamad bin Isa Al Khalifa, vào ngày 6 tháng 6 năm 2011. Công chúa Sahab là con gái của quốc vương với một người vợ thuộc bộ lạc Al-Jarbah. Từ cuộc hôn nhân với Alanoud Al Fayez, là người mà ông đã ly hôn, ông có bốn con gái là Sahar, Maha, Hala và Jawahir. Bốn công chúa bị quản thúc tại gia trong nhiều năm và không được phép rời khỏi đất nước.. Quốc vương Abdullah còn có một người con gái tên là Nora, song cô mất vào năm 1990 trong một tai nạn ô tô. Công chúa Fayza là con gái của ông, bà là mẹ của Saud bin Abdulaziz bin Nasser Al Saud, người này bị buộc tội giết một người hầu tên là Bandar Abdulaziz tại London vào năm 2010.
Vào năm 2012, Abdullah được bầu chọn là người Hồi giáo có ảnh hưởng nhất trong nhóm 500 người Hồi giáo trong vòng bốn năm trước đó. Trong tháng 12 năm 2012, Forbes bầu chọn ông là nhân vật quyền lực thứ bảy trong danh sách Người quyền lực nhất thế giới vào năm 2012.
Năm 2011, tạp chí Forbes ước tính rằng tài sản của ông và gia đình riêng là 21 tỉ USD, do đó ông là một trong các quân chủ giàu nhất thế giới. Abdullah thông thạo môn đua ngựa từ thời thanh niên, các chuồng ngựa của ông được cho là lớn nhất toàn quốc, với hơn 1.000 con ngựa ở khắp 5 phân khu do con trai ông là Mutaib bin Abdullah chỉ đạo. Quốc vương còn có trang trại Janadria, một tổ hợp lớn nằm tại ngoại ô của Riyadh. Quốc vương có một tổ hợ...p cung điện lớn với một vài khu dinh thự tại Casablanca, Maroc.

### Tổ tiên
| \| \| \| \| \| \| \| \| \| \| \| \| \| \| \| \| \| \| \| \| 16. Turki bin Abdullah bin Muhammad \| \| \| \| \| \| \| \| \| \| \| \| \| \| \| \| \| \| \| \| \| \| \| \| \| \| \| \| \| \| \| \| \| \| \| \| \| \| \| \| \| \| \| \| \| \| \| \| \| \| \| \| \| \| 8. Faisal bin Turki bin Abdullah Al Saud \| \| \| \| \| \| \| \| \| \| \| \| \| \| \| \| \| \| \| \| \| \| \| \| \| \| \| \| \| \| \| \| \| \| \| \| \| \| \| \| \| \| \| \| \| \| \| \| \| \| \| \| \| \| 17. Hia bint Hamad bin Ali al-Faqih Angari Tamimi \| \| \| \| \| \| \| \| \| \| \| \| \| \| \| \| \| \| \| \| \| \| \| \| \| \| \| \| \| \| \| \| \| \| \| \| \| \| \| \| \| \| \| \| \| \| \| \| \| \| \| \| \| \| 4. Abdul Rahman bin Faisal \| \| \| \| \| \| \| \| \| \| \| \| \| \| \| \| \| \| \| \| \| \| \| \| \| \| \| \| \| \| \| \| \| \| \| \| \| \| \| \| \| \| \| \| \| \| \| \| \| \| \| \| \| \| 18. Mishari bin Abdulrahman bin Hassan Al Saud \| \| \| \| \| \| \| \| \| \| \| \| \| \| \| \| \| \| \| \| \| \| \| \| \| \| \| \| \| \| \| \| \| \| \| \| \| \| \| \| \| \| \| \| \| \| \| \| \| \| \| \| \| \| 9. Sarah bint Mishari bin Abdulrahman bin Hassan Al-Saud \| \| \| \| \| \| \| \| \| \| \| \| \| \| \| \| \| \| \| \| \| \| \| \| \| \| \| \| \| \| \| \| \| \| \| \| \| \| \| \| \| \| \| \| \| \| \| \| \| \| \| \| \| \| 2. Ibn Saud \| \| \| \| \| \| \| \| \| \| \| \| \| \| \| \| \| \| \| \| \| \| \| \| \| \| \| \| \| \| \| \| \| \| \| \| \| \| \| \| \| \| \| \| \| \| \| \| \| \| \| \| \| \| 20. Mohammed bin Turki bin Suleiman Al-Sudairy \| \| \| \| \| \| \| \| \| \| \| \| \| \| \| \| \| \| \| \| \| \| \| \| \| \| \| \| \| \| \| \| \| \| \| \| \| \| \| \| \| \| \| \| \| \| \| \| \| \| \| \| \| \| 10. Ahmed al-Kabir bin Mohammed bin Turki Al-Sudairy \| \| \| \| \| \| \| \| \| \| \| \| \| \| \| \| \| \| \| \| \| \| \| \| \| \| \| \| \| \| \| \| \| \| \| \| \| \| \| \| \| \| \| \| \| \| \| \| \| \| \| \| \| \| 5. Sarah bint Ahmed al-Kabir bin Mohammed Al-Sudairy \| \| \| \| \| \| \| \| \| \| \| \| \| \| \| \| \| \| \| \| \| \| \| \| \| \| \| \| \| \| \| \| \| \| \| \| \| \| \| \| \| \| \| \| \| \| \| \| \| \| \| \| \| \| 1. Abdullah of Saudi Arabia[115] \| \| \| \| \| \| \| \| \| \| \| \| \| \| \| \| \| \| \| \| \| \| \| \| \| \| \| \| \| \| \| \| \| \| \| \| \| \| \| \| \| \| \| \| \| \| \| \| \| \| \| \| \| \| 6. Asi Al-Shuraim \| \| \| \| \| \| \| \| \| \| \| \| \| \| \| \| \| \| \| \| \| \| \| \| \| \| \| \| \| \| \| \| \| \| \| \| \| \| \| \| \| \| \| \| \| \| \| \| \| \| \| \| \| \| 3. Fahda bint Asi Al Shuraim \| \| \| \| \| \| \| \| \| \| \| \| \| \| \| \| \| \| \| \| \| \| \| \| \| \| \| \| \| \| \| \| \| \| \| \| \| \| \| \| \| \| \| \| \| \| \| \| \| \| \| \| |                                                          |  |  |  |  |  |  |  |  |  |  |  |  |  |  |  |
| |                                                          |  |  |  |  |  |  |  |  |  |  |  |  |  |  |  |
| | 16. Turki bin Abdullah bin Muhammad                      |  |  |  |  |  |  |  |  |  |  |  |  |  |  |  |
| |                                                          |  |  |  |  |  |  |  |  |  |  |  |  |  |  |  |
| |                                                          |  |  |  |  |  |  |  |  |  |  |  |  |  |  |  |
| | 8. Faisal bin Turki bin Abdullah Al Saud                 |  |  |  |  |  |  |  |  |  |  |  |  |  |  |  |
| |                                                          |  |  |  |  |  |  |  |  |  |  |  |  |  |  |  |
| |                                                          |  |  |  |  |  |  |  |  |  |  |  |  |  |  |  |
| | 17. Hia bint Hamad bin Ali al-Faqih Angari Tamimi        |  |  |  |  |  |  |  |  |  |  |  |  |  |  |  |
| |                                                          |  |  |  |  |  |  |  |  |  |  |  |  |  |  |  |
| |                                                          |  |  |  |  |  |  |  |  |  |  |  |  |  |  |  |
| | 4. Abdul Rahman bin Faisal                               |  |  |  |  |  |  |  |  |  |  |  |  |  |  |  |
| |                                                          |  |  |  |  |  |  |  |  |  |  |  |  |  |  |  |
| |                                                          |  |  |  |  |  |  |  |  |  |  |  |  |  |  |  |
| | 18. Mishari bin Abdulrahman bin Hassan Al Saud           |  |  |  |  |  |  |  |  |  |  |  |  |  |  |  |
| |                                                          |  |  |  |  |  |  |  |  |  |  |  |  |  |  |  |
| |                                                          |  |  |  |  |  |  |  |  |  |  |  |  |  |  |  |
| | 9. Sarah bint Mishari bin Abdulrahman bin Hassan Al-Saud |  |  |  |  |  |  |  |  |  |  |  |  |  |  |  |
| |                                                          |  |  |  |  |  |  |  |  |  |  |  |  |  |  |  |
| |                                                          |  |  |  |  |  |  |  |  |  |  |  |  |  |  |  |
| | 2. Ibn Saud                                              |  |  |  |  |  |  |  |  |  |  |  |  |  |  |  |
| |                                                          |  |  |  |  |  |  |  |  |  |  |  |  |  |  |  |
| |                                                          |  |  |  |  |  |  |  |  |  |  |  |  |  |  |  |
| | 20. Mohammed bin Turki bin Suleiman Al-Sudairy           |  |  |  |  |  |  |  |  |  |  |  |  |  |  |  |
| |                                                          |  |  |  |  |  |  |  |  |  |  |  |  |  |  |  |
| |                                                          |  |  |  |  |  |  |  |  |  |  |  |  |  |  |  |
| | 10. Ahmed al-Kabir bin Mohammed bin Turki Al-Sudairy     |  |  |  |  |  |  |  |  |  |  |  |  |  |  |  |
| |                                                          |  |  |  |  |  |  |  |  |  |  |  |  |  |  |  |
| |                                                          |  |  |  |  |  |  |  |  |  |  |  |  |  |  |  |
| | 5. Sarah bint Ahmed al-Kabir bin Mohammed Al-Sudairy     |  |  |  |  |  |  |  |  |  |  |  |  |  |  |  |
| |                                                          |  |  |  |  |  |  |  |  |  |  |  |  |  |  |  |
| |                                                          |  |  |  |  |  |  |  |  |  |  |  |  |  |  |  |
| | 1. Abdullah of Saudi Arabia                              |  |  |  |  |  |  |  |  |  |  |  |  |  |  |  |
| |                                                          |  |  |  |  |  |  |  |  |  |  |  |  |  |  |  |
| |                                                          |  |  |  |  |  |  |  |  |  |  |  |  |  |  |  |
| | 6. Asi Al-Shuraim                                        |  |  |  |  |  |  |  |  |  |  |  |  |  |  |  |
| |                                                          |  |  |  |  |  |  |  |  |  |  |  |  |  |  |  |
| |                                                          |  |  |  |  |  |  |  |  |  |  |  |  |  |  |  |
| | 3. Fahda bint Asi Al Shuraim                             |  |  |  |  |  |  |  |  |  |  |  |  |  |  |  |
| |                                                          |  |  |  |  |  |  |  |  |  |  |  |  |  |  |  |
| |                                                          |  |  |  |  |  |  |  |  |  |  |  |  |  |  |  |